# Exocet
De Exocet is een Franse anti-scheepsraket. De raket is ontworpen door het Franse bedrijf MBDA, dat ook verantwoordelijk was voor het Franse deel van de ontwikkeling van de Brits-Franse Concorde. De ontwikkeling begon in 1967. De raket heette toen nog MM 38 en kon alleen vanaf schepen worden gelanceerd. In 1974 werd de vanuit de lucht lanceerbare Exocet ontwikkeld, die sinds 1979 bij de Franse marine in gebruik is.
De raket kreeg bekendheid toen ze met succes werd ingezet door het Argentijnse marine vanaf Super-Étendards tegen enkele Britse fregatten en een troepentransportschip tijdens de Falklandoorlog.

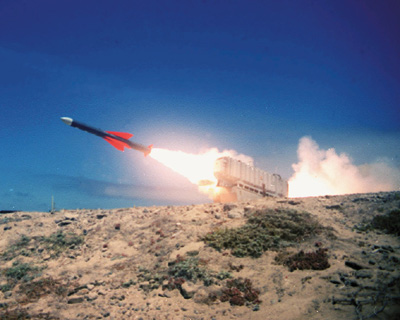
Exocet-lancering

De raket is gebouwd om ingezet te kunnen worden tegen grote oorlogsschepen. De motor werkt op vaste brandstof en de raket heeft een bereik van 70 kilometer. Er zijn verschillende modellen geproduceerd waaronder:
- MM38 (vanaf de oppervlakte (land/schip) gelanceerd)
- AM39 (vanuit de lucht gelanceerd)
- SM39 (vanaf een onderzeeër gelanceerd)
- MM40 (vanaf de oppervlakte (land/schip) gelanceerd)

De vernieuwde versie van de MM40 (MM40 block 3) heeft een verbeterd bereik van 180 kilometer.